# Johannes Rasmussen
Johannes Rasmussen (18. august 1917 i Holstebro – 13. maj 1948 i Viborg) var dansk sabotør, stikker og gestapohåndlanger under den tyske besættelse 1940-45. Han var Valborg og Alfred Jørgen Rasmussens eneste dreng i en børneflok på fem. Han boede hovedsagelig i Kolding. Han var ufaglært og havde forskellige småjob som bud, arbejdsmand og tegner. Han var meget interesseret i kemi og læste alle de kemilærebøger, han kunne få fat i. Han blev involveret i modstandsbevægelsen i Kolding, men efter at han og andre af gruppens medlemmer blev afsløret, indvilligede han under et forhør i at arbejde som cellestikker for Gestapo i Staldgården ved Koldinghus. Han blev i maj 1945 anholdt, interneret og idømt dødsstraf. Han blev henrettet tre år senere i Undallslund Plantage ved Viborg og begravet i Kolding. 

## Historie
Johannes Rasmussen bliver født i Holstebro, men senere flytter familien til Kolding, hvor han vokser op på Lykkegårdsvej. Han går på Realskolen i Kolding, men har problemer med at indfri både farens og skolens forventninger på grund af dagdrømmerier og tuberkulose. Sygdommen førte til seks ophold på tuberkulosesanatorier, fra han var seks til han blev 14 år. Han forlader skolen efter 7. klasse uden eksamen og bliver bud hos frugthandelen i Rendebanen. Senere kommer han i lære hos en tømreren i Bellevuegade, men læreforholdet bliver afbrudt på grund af hans tuberkulose. Samme år indmeldes han i DSU, Danmarks Socialdemokratiske Ungdom, men manglede aktivitet i partiet gør, at han slettes fra listen et års tid efter. Tre år senere melder han sig i 1937 ind i KU, Konservativ Ungdom, da han føler sig provokeret til det. Han hjælper en KU-mand i et slagsmål; rygtet gik nu, at han var tilhænger af KU. Men medlemskabet varede blot et halvt års tid. 
I oktober 1940 gifter han sig med Anna Johanne, en ni år ældre kvinde fra Give-egnen. Sammen flytter de ind på Gråcksvej 10 i Kolding; de får året efter en dreng og senere en pige. 
I efteråret 1943 bliver Johannes Rasmussen ansat som tilsynsførende i Kolding kommune. Her får han kontakt til den lokale modstandsgruppe, Kolding-gruppen, som han hjælper med at fremstille sprængstof. I løbet af efteråret 1943 deltager han i distribuering af "Budstikken", et lokalt, illegalt blad, og løbesedler, men også i forskellige sabotageaktioner, hvor det blandt andet lykkes at sprænge et stykke jernbaneskinne mellem Kolding og Fredericia. Det sker d. 22. oktober 1943 ved 22-tiden mellem 16,6 og 16,7 kilometerstenen nord for Kolding. Der sprænges et 50 cm stort stykke af det nordgående spor. Klokken 1.30 næste dag genoptages trafikken. 
Senere på året får han kontakt til andre modstandsgrupper bl.a. i Fredericia og lederen Ove Charles Lembcke. 
Den 4. december 1943 går det galt. Johannes Rasmussen bliver arresteret af Gestapo på sin bopæl og køres til Staldgården, hvor Gestapo har jysk hovedkvarterer. I to dage holder Johannes Rasmussen stand under de voldelige afhøringer. Til sidst fortæller han, hvad han ved. Samtidig indvilliger han i at arbejde for Gestapo. 
Samme dag tager Gestapo ham med på den første aktion. En række af hans bekendtskaber i Fredericia arresteres og afhøres. Senere virker han som cellestikker på Staldgården, inden han og Peter Karl Brinkmand begynder at arbejde mere selvstændigt for Gestapo. Den lokale modstandsbevægelse bliver hurtigt klar over, at Johannes Rasmussen arbejder for Gestapo og giver ham tilnavnet ”Snogen”.
Fra den 8. til den 12. februar 1944 er Johannes Rasmussen cellestikker i Vestre Fængsel. Her kommer han i kontakt med nogle folk fra Holger Danske. Han forsøger at optrevle Holger Danske, men det mislykkes, og allerede den 20. februar 1944 er han tilbage i Kolding. Nu er Johannes Rasmussen en fri mand. Han planlægger at søge arbejde i Tyskland, men afrejsen trækker ud, og han bruger ventetiden sammen med vennen fra Gestapo Peter Karl Brinkmand. Gennem Brinkmand begynder Johannes Rasmussen igen at arbejde for Gestapo. Han fungerer som tolk og deltager ofte aktivt i tortur af fangerne. 
Den 26. februar 1945 lykkes det for modstandsbevægelsen at få ram på Johannes Rasmussen, da han er i aktion sammen med Jenny Holm. Det sker i Vamdrup ved Kolding, hvor han får et skud gennem lungen og må tilbringe resten af krigen på sygelejet. 
Den 13. maj 1948 kl. 1 om natten bliver Johannes Rasmussen henrettet ved skydning i Undallslund Plantage ved Viborg. Han bliver begravet på Den Gamle Kirkegård i Kolding; hans grav er sløjfet.